# Erik Knutsson

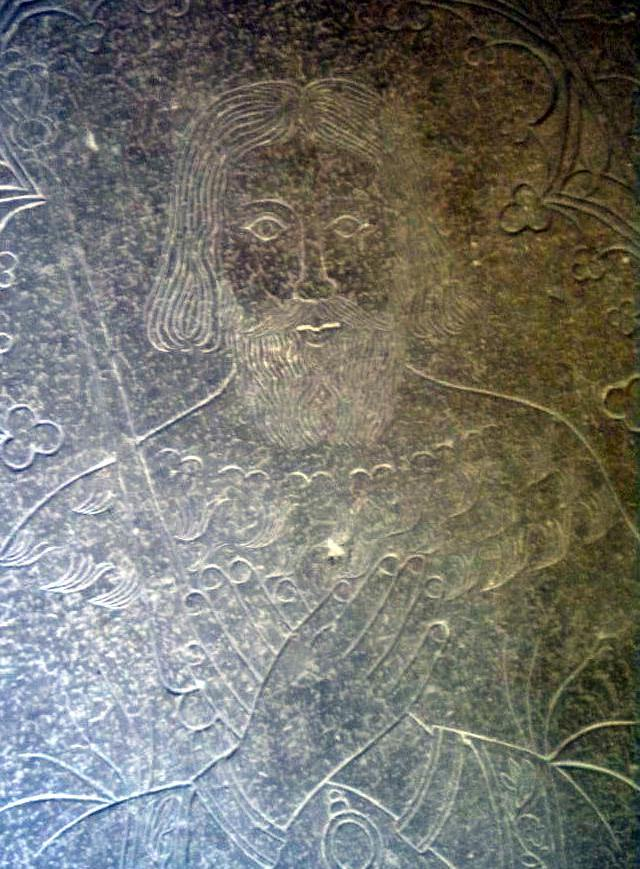
Porträtt av kung Erik från graven i Varnhems kyrka (1500-talet)

Erik Knutsson, oegentligt även kallad Erik X (under 1200-talet kallades han Erik II), födelseår okänt, död 10 april 1216 i hastig feber på Näs borg på Visingsö, var kung av Sverige 1208–1216. Han är begravd i Varnhems klosterkyrka.
Han är så vitt man vet den förste svenske kung som blev krönt, av ärkebiskop Valerius i Gamla Uppsala år 1210. Det beror på om hans företrädare Sverker den yngre kröntes i Linköping år 1200 eller inte, vilket är osäkert.

## Biografi
Kung Erik var son till kung Knut Eriksson av Sverige och dennes till namnet okända hustru. Gift 1210 med Rikissa av Danmark, dotter till Valdemar den store av Danmark och Sofia av Minsk.
År 1205 undkom han från slaget vid Älgarås där hans tre bröder stupade. Vistades därefter tre år hos släktingar i Norge, återkom 1208 och besegrade Sverker den yngre i slaget vid Lena. Erik valdes till kung samma år, men kröningen ägde rum först i november 1210, det vill säga efter slaget vid Gestilren, då Sverker den yngres trupper återigen besegrats och Sverker den yngre själv dödats. Kung Eriks kröning är för övrigt den tidigast kända kröningen i Sverige och den utfördes av biskop Valerius, en tidigare anhängare av kung Sverker den yngre.
Under den tidigare delen av sin regeringstid hade kung Erik en jarl vid namn Folke, som dock dog redan i slaget vid Gestilren. Påven Innocentius III tog 1216 Sverige i beskydd och bekräftade kung Eriks besittningsrätt inte bara till Sverige, utan även till de områden han kunde vinna från hedningarna. Tidigare hade Innocentius III varit på kung Sverker den yngres sida. Brevet avsändes den 4 april 1216 och hann därför inte nå kung Erik innan han dött en knapp vecka senare (10 april).

Mycket lite är känt om kung Eriks regeringstid. I Västgötalagens kungalängd står dock att han var en god årkonung, det vill säga att skördarna var goda under hans regeringstid. Baneret som kung Erik fört i slaget vid Gestilren förvarades hos lagman Eskil i Skara, som 1219 överlämnade det som hedersgåva till den gästande isländske lagsagesmannen Snorre Sturlasson. 

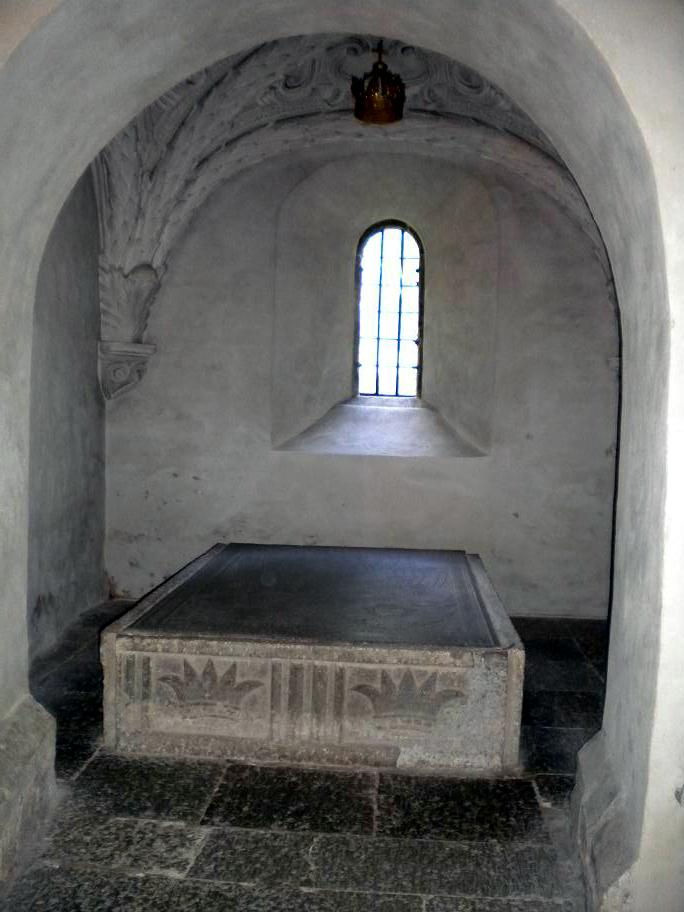
Kung Eriks gravkor i Varnhem

 Han titulerades Erici D.G. Regis Sverorum omkring 1210.

### Familj
Erik Knutsson gifte sig 1210 med Rikissa av Danmark, en dotter till Valdemar den store och Sofia av Minsk.
Tillsammans hade de barnen:
1. Sofia (död före 24 april 1241), gift med furst Henrik Burwin III av Mecklenburg (död 1277/1278)
2. Marianne, furstinna av Pommern,[4][5] kallad Mariana och Marina
3. Ingeborg, gift med Birger jarl.
4. Erik, postumt kallad Erik den läspe och halte (född 1216 efter faderns död).
5. Katarina Eriksdotter. Skänningeannalerna säger att  Östergötlands lagman Lars Petersson och folkungen Filip Petersson var söner till kung Erik Knutssons dotter Katarina Eriksdotter.

I Karlskrönikan står det att Erik läspe och halte ska ha haft en syster, Märta Bonde, vilket borde innebära att denna också i så fall skulle varit Erik Knutssons dotter. Detta anses av bland andra historikern Dick Harrison vara politisk propaganda för Märtas släkting Karl Knutsson (Bonde), som på så vis skulle blivit släkt med den Erikska ätten, och anses alltså av Harrison troligtvis vara falskt.